# Montreuil-Bellay
Montreuil-Bellay – miejscowość i gmina we Francji, w regionie Kraj Loary, w departamencie Maine i Loara.
Według danych na rok 2010 gminę zamieszkiwało 4014 osób, a gęstość zaludnienia wynosiła 82 osób/km².